# ایلدیکو بوبیش
ایلدیکو بوبیش (مجاری: Bóbis Ildikó؛ زادهٔ ۵ سپتامبر ۱۹۴۵) شمشیرباز زن اهل مجارستان است.
وی در مسابقات کشوری و بین‌المللی در مجموع برندهٔ ۳ مدال طلا، ۷ مدال نقره، ۳ مدال برنز شده‌است.